# 多変数複素関数
数学における多変数複素関数論（たへんすうふくそかんすうろん、英: the theory of functions of several complex variables）とは、複素多変数の複素数値関数、すなわち、n 個の複素数の組全体のなす数ベクトル空間 Cn 上の複素数値関数
{\displaystyle f(z_{1},z_{2},\ldots ,z_{n})}
を扱う分野である。複素解析（これは n = 1 の場合に当たる理論ではあるが、n > 1 の場合とは一線を画す性質を持つ）と同様、任意の単なる函数を扱うものではなく、正則 (holomorphic) あるいは複素解析的 (complex analytic) な関数、つまり局所的に変数 zi たちの冪級数で書けるような関数を扱う。そのような関数は結局のところ、多項式列の局所一様極限として得られるような関数ということもでき、n 次元コーシー・リーマンの方程式の局所解と言っても同じことであるということが分かる。

## 歴史的観点
上述のような関数の多くの例は、19世紀の数学においてよく研究されたものであった。例えばアーベル関数やテータ関数の他、ある種の超幾何級数がそのような例として挙げられる。またもちろん、ある複素媒介変数に依存する任意の一変数関数も、そのような例となる。しかしそれらの特徴的な現象は捉えられていなかったため、長年の間、解析学においてその理論の完成は十分ではなかった。ワイエルシュトラスの準備定理は現在では可換環論に分類されるであろう。それは、リーマン面の理論における分岐点の一般化を扱った局所的な描像である分岐を正当化したものである。
1930年代のフリードリヒ・ハルトークスと岡潔の成果により、一般理論の構築がなされ始めた。その当時の同分野における他の研究者には、ハインリヒ・ベーンケ、ペーター・トゥレンおよびカール・シュタインがいる。ハルトークスは、n > 1 のとき任意の解析的関数
{\displaystyle f:\mathbf {C} ^{n}\longrightarrow \mathbf {C} }
に対してすべての孤立特異点は除去可能であるなど、いくつかの基本的な結果を証明した。ここで当然、周回積分と類似の概念は扱いが難しくなる。n = 2 の場合だと、ある点の周りの積分は、（実4次元で考えるため）3次元多様体上で行わなければならず、また2つの別々の複素変数についての逐次周回（線）積分は2次元曲面上の二重積分として扱われる必要がある。このことは、留数計算が非常に異なる性質を持つようになることを意味する。
1945年以降、アンリ・カルタンのフランスでのセミナーにおける重要な研究や、ハンス・グラウエルトおよびラインホルト・レンメルトのドイツでの重要な研究によって、理論の描像は著しく変化した。多くの問題、特に解析接続についての問題が、明らかにされた。ここで一変数の理論との主要な違いが明らかになる。すなわち、１変数の場合はC 内の任意の開連結集合 D に対して、その境界を超えて解析接続できない関数を見つけることができるが、多変数n > 1 の場合にはそのようなことはいえないのである。実際、そのような性質を持つ領域 D はあるていど特殊なものになる（擬凸性と呼ばれる条件をもつ）。最大限解析接続された関数の自然な定義域は、シュタイン多様体と呼ばれ、その性質は層係数コホモロジー群が消えるというものである。実は、（特に）岡の仕事を、理論の定式化において層を首尾一貫して使用することを導いたよりはっきりした基本へとすることが必要だったのだ。
さらに進んで、解析幾何（紛らわしいが、これは解析函数の零点の幾何に関する名称であり、初中等教育で習うような解析幾何学のことではない）や多変数の保型形式、偏微分方程式などに応用できる基本的な理論が構築された。また複素構造の変形理論や複素多様体は、小平邦彦やドナルド・スペンサーによって一般的な形で記述された。さらに、セールの高名な論文GAGAにおいて、解析幾何 (géometrie analytique) を代数幾何 (géometrie algébrique) へと橋渡す観点が突き止められた。
カール・ジーゲルは、新たな多変数複素関数論の対象になる関数がほとんどない、すなわち、理論における特殊関数的な側面は層に従属するものであったことに、不平をもらしたことが知られている。数論に対する興味は、確かに、モジュラー形式の特定の一般化にある。その古典的な代表例は、ヒルベルトモジュラー形式やジーゲルモジュラー形式である。今日においてそれらは、代数群と関連付けられている。（それぞれ GL(2) の総実代数体のヴェイユ制限と、シンプレクティック群である。）それらは、保型表現が解析関数から生じうるものである。ある意味でこれはジーゲルとは矛盾しない。現代の理論はそれ自身の異なる方向性を持つものである。
その後の発展として、超関数 (hyperfunction) の理論や楔の刃の定理が挙げられるが、それらはいずれも場の量子論からいくらかの着想を得たものである。その他、バナッハ環の理論など、多変数複素関数を利用する分野がいくつかある。

## Cn空間
最も簡単なシュタイン多様体は、複素数の n-組からなる空間 Cn（複素 n-次元数空間）である。これは複素数体 C 上の n-次元ベクトル空間とみることができて、つまりR 上の次元が 2n である。したがって、集合および位相空間として、Cn は R2n と等しく、その位相次元は 2n である。
座標に依らない形で述べるならば、複素数体上の任意のベクトル空間は、その2倍の次元を持つ実ベクトル空間と考えることができる。ここに複素構造は、虚数単位 i によるスカラー倍を定義する線型作用素 J（J2 = −I をみたす）によって特定される。
そのような任意の空間は、実空間として向き付けられている。ガウス平面をデカルト平面と見做したとき、複素数 w = u + iv を掛けるという操作は、実行列
{\displaystyle {\begin{pmatrix}u&&-v\\v&&u\end{pmatrix}}}
によって表現される。これは 2次実正方行列で、行列式は
{\displaystyle u^{2}+v^{2}=|w|^{2}}
となる。同様に、任意の有限次元複素線型作用素を実行列として表現すると（上述の形の 2×2 ブロックによって構成され）、その行列式は対応する複素行列式の絶対値の自乗に等しい。それは非負の数であり、このことは複素作用素によって空間の（実の）向き付けが逆になることはないことを意味する。同様のことは Cn から Cn への正則関数のヤコビ行列に対しても適用される。

## 正則関数
一変数複素関数の正則性の定義には、局所的に整級数で表されることを条件として定義する方法、コーシー・リーマン方程式を満たすことを条件として定義する方法、複素的に微分可能であることを条件として定義する方法の3通りの方法があった。多変数の場合にも複数の定義の仕方がある。
n を2以上の整数とし、f
を
Cn
の領域
D
上定義された複素数値関数とする。f
に対する以下の条件は同値であり、いずれか一つ（したがって全て）を満たすとき、f
は
D
上正則（holomorphic）であるという。
- D の任意の点 z0 に対し、この点の近傍で収束するべき級数を用いて f は

{\displaystyle f(z)=\sum _{\alpha \in \mathbb {N} _{0}^{n}}c_{\alpha }(z-z_{0})^{\alpha }}
と表される。ここで N0 は0以上の整数のなす集合、(z − z0)α は多重指数記法による冪である。
- D の任意の点 z(0) に対し、この点の近傍で連続な関数 α1, ..., αn が存在しその近傍で

{\displaystyle f(z)=f(z^{(0)})+\sum _{j=1}^{n}\alpha _{j}(z)(z_{j}-z_{j}^{(0)})}
が成り立つ。
- f は連続的微分可能な複素数値関数であり、各変数についてコーシー・リーマンの方程式を満たす。

- f は連続であり、さらに、D の各点で n 個の変数のうち任意の n − 1 個の変数を固定し f を残りの1個の変数の関数と見たとき、この1変数複素関数が正則である。後者の条件が満たされるとき、f は各変数について正則であるという[3]。

- f は各変数について正則である（上の条件から連続という条件を外している）。

最後の条件を除く4条件が同値であることは、一変数複素関数の正則性の特徴づけやベキ級数の項別微分、コーシーの積分公式を用いれば示すことができる。最後の条件、つまり変数別の正則性から連続性が導かれることはハルトークスの正則性定理と呼ばれる著名な結果である。
古典的には4番目の条件、つまり連続性と各変数についての正則性で多変数複素関数の正則性を定義していた。

## Cnの領域
複素数空間
Cn
の部分集合・領域には、その性質・形状により種々の名前が付けられている。
以下で定義される領域の内、正則領域と正則凸領域と擬凸領域は同じ概念であることが知られている。正則凸領域と正則領域が同じであることはカルタン・トゥレンの定理による。擬凸領域と正則領域が同じであることは、岡潔、ハンス＝ヨアヒム・ブレメルマン、フランソワ・ノルゲによるレヴィ問題解決の結果である。

### 多重円板
複素平面上の円板の直積集合としてかける
Cn
の領域を多重円板という。多重円板は
n
個の複素数の組
a := (a1, …, an)
と
n
個の正数の組
r := (r1, …, rn)
を用いて
{\displaystyle \Delta (a,r):=\{z\in \mathbb {C} ^{n}\mid |z_{j}-a_{j}|<r_{j},1\leq j\leq n\}}
と表される。a を多重円板の中心、r を多重半径と呼ぶ。

### 柱状領域
複素数空間
Cn
の部分集合は、複素平面上の部分集合の直積集合としてかけるとき柱状であるといわれる。Cn
の柱状な領域を柱状領域という。ピエール・クザンは柱状領域に対してクザンの加法的問題が常に解けることを1895年の論文で示した。

### 解析多面体
領域
D ⊂ Cn
の部分集合は、D
上の有限個の正則関数
f1, …, fm
を用いて定義される集合
{\displaystyle \{z\in D\mid |f_{j}(z)|\leq 1,1\leq j\leq m\}}
の連結成分（あるいはその有限個の和集合）であって
D
の完全内部に含まれる（D における閉包がコンパクトな集合となること）とき、D
における解析多面体であるという。この定義において、D
が多重円板であって
fj
が多項式として取れるときは多項式多面体という。解析多面体の概念はアンドレ・ヴェイユに負う。
岡潔は多項式多面体に対してクザンの加法的問題が常に解けることを1936年の論文で証明した。クザンの研究以来40年ぶりの新たな進展であった。

### 正則領域
領域
Ω ⊂ Cn
は、境界のどの点もその点を超えて解析接続できるような
Ω
上の正則関数が存在しないとき、正則領域であるという。この条件は、次の性質を満たす
Cn
の開集合
Ω1, Ω2
が存在しない、ということである。
- ∅ ≠ Ω1 ⊂ Ω2 ∩ Ω
- Ω2 は連結で、Ω には含まれない
- Ω 上の任意の正則関数 u に対し、Ω2 の正則関数 u2 であって Ω1 上 u = u2 となるものが存在する

複素平面の任意の領域は正則領域である。カール・ワイエルシュトラスは多変数の場合も同様であろうと予想したが、多変数の場合には正則領域ではない領域が存在することがハルトークスによって示された。それならば、どのような特徴を持つ領域が正則領域であるかが問題となる。この問題は多変数関数論の中心課題の一つであったが、今では正則凸領域や擬凸領域として正則領域は特徴づけられている。

### 正則凸領域
領域
Ω ⊂ Cn
の部分集合
A
に対して、𝒪(Ω)
を
Ω
上の正則関数の集合とするとき、
{\displaystyle {\hat {A}}_{\Omega }:=\{z\in \Omega :|f(z)|\leq \sup\{|f(z)|:z\in A\},\forall f\in {\mathcal {O}}(\Omega )\}}
で定義される集合
Ω
を
A
の
Ω
での正則凸包という。Ω
の任意の相対コンパクト集合
K
に対して
Ω
が
Ω
の相対コンパクト集合となるとき、Ω
を正則凸領域という。Cn
の部分集合
A, B
に対し、A
が
B
の相対コンパクト集合であるとは、A の閉包
A
がコンパクトかつ
A⊂B
が成立することである。A
が
B
の相対コンパクト集合であることは
A⋐B
という記号で表される。
アンリ・カルタンとペーター・トゥレンは1932年の共著論文で正則凸領域と正則領域は同じものであることを示した。

### 擬凸領域
領域
Ω ⊂ Cn
は、その上に連続な多重劣調和関数
u
であって任意の実数
c
に対し
{\displaystyle \Omega _{c}:=\{z\in \Omega :u(z)<c\}\Subset \Omega }
が成り立つものがあるとき、擬凸領域であるという。
エウジェーニオ・エリア・レヴィ
は境界が C2 級である正則領域は擬凸領域であることを
n = 2
の場合に示し、クルツォスカ（Krzoska）はそのことを任意次元の場合に一般化した。境界が滑らかではない場合も正則領域ならば擬凸領域である。
逆に、擬凸領域は正則領域か、と問う問題をレヴィの問題という。この問題は複素解析学における最も重要な未解決問題の一つと言われていた。この問題は、1942年に岡潔によって
n = 2
の場合に肯定的に解かれた。その後の1953年に、岡潔、ブレメルマン、ノルゲによって一般次元の場合にも肯定的に解かれた。これにより正則領域は擬凸性で特徴づけられることとなった。

### 定理
- カルタンの定理
- ハルトークスの拡張定理
- ハルトークスの定理

### 研究者
- 岡潔
- 大沢健夫

### 関連分野
- クザン問題
- 複素幾何学
- 実多変数関数（英語版）